# ترنجان
التُّرُنْجان أو عشبة النَّحل أو حشيشة النَّحل أو المَلِّيسَة (الاسم العلمي: Melissa) هو جنس نباتي يتبع الفصيلة الشفوية من رتبة الشفويات.